# لونویل (لوئیزیانا)
لونویل (به انگلیسی: Leonville) شهری در ایالت لوئیزیانا کشور ایالات متحده آمریکا است که جمعیت آن در سرشماری سال ۲۰۱۰ میلادی، ۱٬۰۸۴ نفر بوده‌است.